# Chiesa di San Tommaso (Ville di Fiemme)
La chiesa di San Tommaso è la parrocchiale di Daiano, frazione di Ville di Fiemme in Trentino. Risale al XII secolo.

## Storia
Non si hanno dati certi sulla costruzione della chiesa di San Tommaso a Daiano mentre è documentata la sua solenne consacrazione, avvenuta nel 1193. Una seconda consacrazione venne celebrata quasi due secoli più tardi, nel 1372, e in questo caso è verosimile sia stata oggetto di un intervento di ricostruzione.
Nella seconda metà del XV secolo la zona presbiteriale e parte delle pareti vennero decorate ad affresco da un autore anonimo ma quasi certamente proveniente da Bressanone.
All'inizio del XVI secolo l'antica forma medievale andò perduta e, durante una ricostruzione importante, assunse un aspetto gotico, secondo il gusto del tempo stava influenzando anche altre costruzioni religiose in val di Fassa e val di Fiemme. 
Tipica della zona fu la facciata con una sola cuspide e con un portico anteriore coperto. Sembra probabile che il progettista della ricostruzione sia stato Michele di Francesco, un maestro costruttore che in quel periodo lavorò anche a San Lugano, Varena, Albiano, Cembra e Piné.
Tra il 1590 e il 1610 venne affrescata la facciata sinistra con le immagini con San Cristoforo e Gesù Bambino.
Ottenne dignità curiaziale nel 1702, legata alla pieve di Cavalese, Santa Maria Assunta.
La torre campanaria fu eretta nel 1761 e pochi anni dopo, nel 1768, le curazie prima unite di Daiano e Varena furono rese indipendenti.
Verso la fine del XIX secolo l'intero edificio venne restaurato e, subito dopo il primo conflitto mondiale, nel 1919, ottenne dignità parrocchiale.
Nel 1935 l'edificio fu oggetto di un importante ampliamento, necessario per l'aumentato numero di fedeli, e venne eretto un avancorpo che divenne il nuovo prospetto inglobando anche l'antico portico.